# Åkerfräken
Åkerfräken (Equisetum arvense) är en art inom familjen fräkenväxter. Den är en perenn art och är vanlig i Sverige.
Den förekommer i Sverige i underarterna vanlig åkerfräken (Equisetum arvense ssp arvense) och krypfräken (Equisetum arvense ssp alpestre). Den förekommer även sällsynt som hybrid med kärrfräken och skogsfräken. Strandfräken är en hybrid mellan åkerfräken och sjöfräken. Den förekommer i Sverige i underarterna vanlig åkerfräken (Equisetum arvense ssp. arvense) och den nordliga krypfräken (Equisetum arvense ssp. alpestre).

## Beskrivning
Som alla fräkenväxter har åkerfräken långsträckta, mycket djupgående, knölbärande jordstammar, vilket gör åkerfräken mycket svårkontrollerad på odlade marker. Den skiljer sig ifrån andra växter genom sina dimorfa skott, den har dels fertila vårskott (återfinnes i april och maj), dels sterila sommarskott. De fertila skotten är blekbruna, klorofyllfria, enkla stjälkar med ett brunt sporax i toppen (strobilus, påminner om en liten kotte) medan sommarskotten är gröna och inte ger sporer. Sommarskottens allmänna utseende påminner lite om ängsfräken (Equisetum pratense), på det sättet att båda har långa med ogrenade sidogrenar.
| Vårskott |  | Sommarskott |
| Vårskott |  | Sommarskott |

Denna arbetsfördelning mellan vår- och sommarskott liknar förhållandet hos vissa tidiga vårfanerogamer, till exempel hästhov och sälg, som likaledes tidigt om våren blommar utan blad (ur övervintrande knoppar) och först längre fram får fotosyntetiserade blad. Generellt för växter utan klorofyll gäller att de istället lever i symbios med någon form av svamp alternativt som parasit på andra växter, men det är inte fallet hos åkerfräken. All näring som behövs till de bleka vårskotten är lagrad från förra året.
Den sprider sig dels med sporerna som bildas i skottens stobilus och dels genom sina underjordiska stamutlöpare.

## Förekomst
Åkerfräken är ganska allmän på odlade marker, såsom åkerkanter, vägkanter, sandgångar, ruderat och annan öppen mark. Den kan även förekomma i fjällen.
Den kan hittas ofta på näringsfattigare marker och den förekommer helst på lerjordar, sedan på mo-mjäla eller sandjordar och i mindre grad på mulljordar.
Åkerfräken gror i mars till juli, med andra ord är den en vårgroende orgräsart.

### Utbredningskartor
- Norden
- Norra halvklotet

## Etymologi
Arvense kommer av latin arvum = åker p.g.a. att växten ofta förekommer i åkrar.

## Bygdemål
| Namn     | Trakt        | Ref.  | Förklaring                                                          |
| -------- | ------------ | ----- | ------------------------------------------------------------------- |
| Göksbett | Ångermanland | [ 5 ] |                                                                     |
| Rävrumpa |              | [ 6 ] | Samma benämning förekommer även för mjölke, Epilobium angustifolium |
| Rävsvans |              |       |                                                                     |

## Användning
Åkerfräken kan användas mot mjöldagg och andra svampar i odling men kan då samtidigt bli ett mycket besvärligt ogräs.
Har ingått i svenska farmakopén under namnet Equiseti herba och ansågs vara bra mot sjukdomar i levern och urinsystemet. Den kan också användas för behandling av ytliga sår.

## Bekämpning
I och med att åkerfräken har djupgående och kraftiga utlöpare innebär det att den är motståndskraftig mot jordbearbetning. Därför är det nödvändigt att använda andra åtgärder förutom plöjning för att få bukt med ogräset. Man kan till exempel använda stubbearbetning, vilket sönderdelar utlöparna, innan man plöjer. Det kan leda till utarmning av plantan. Andra förebyggande åtgärder som kan användas är att ha en varierad växtföljd eller att så mer konkurrenskraftiga grödor.
Några åtgärder som kan göras för att missgynna åkerfräken är att ha ett bra avvattningssystem eftersom plantan gynnas av fuktigare förhållanden på fält med dålig dränering och att kalka marken för att öka grödornas konkurrensförmåga.
När det gäller kemisk bekämpning så finns det ett preparat som kan användas vid odling av sockerbetor, som kan ge en måttlig effekt på åkerfräken.